# Kacagójancsi

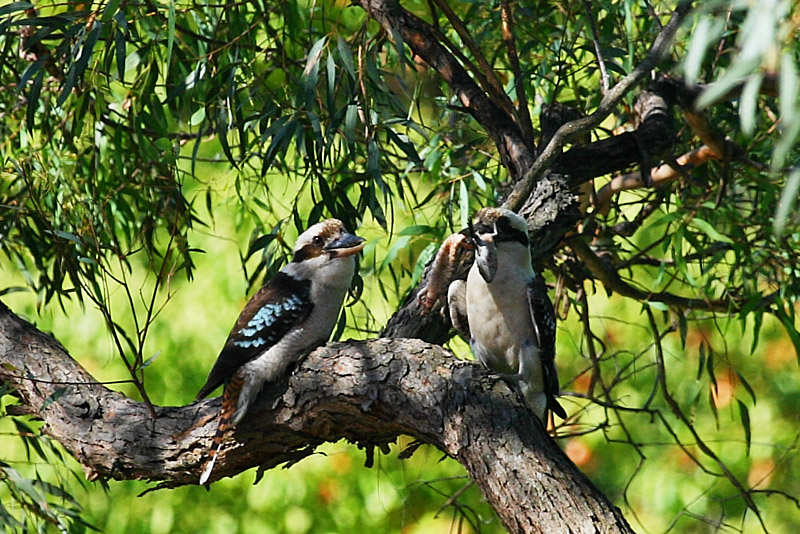
Párban

A kacagójancsi, más néven kacagó kokabura (Dacelo novaeguineae) a madarak (Aves) osztályának szalakótaalakúak (Coraciiformes) rendjébe, ezen belül a jégmadárfélék (Alcedinidae) családjába tartozó faj.
Kiváló hangutánzó képességéről ismert, hangja emberi nevetésre hasonlít, ezt a hangot reggel és kora este hallani leginkább. Érdekes nevét is erről a tulajdonságáról kapta.

## Rendszerezése
A fajt Johann Hermann francia ornitológus írta le 1783-ban, az Alcedo nembe Alcedo novæ Guineæ néven. Tudományos faji neve Új-Guineára utal, ahol soha nem élt. Sokáig Dacelo gigas néven volt ismert.

## Alfajai
- Dacelo novaeguineae minor Robinson, 1900 – Észak-Queenslandben él, a York-félszigeten.
- Dacelo novaeguineae novaeguineae (Hermann, 1783) – az egész kontinensen megtalálható.

## Előfordulása
A kacagójancsit Ausztrália egyik legrokonszenvesebb madarának tartják, ezáltal a legismertebb is. A kontinens déli és keleti részén él, Tasmaniába, a Flinders-szigetre, a Kenguru-szigetre és Új-Zélandra betelepítették. Kedveli a sűrű erdőket és a szabad vizeket. Észak- és Északnyugat-Ausztráliában közeli rokona, a bóbitás halción helyettesíti.
Új-Zélandon 1866 és 1880 között többször próbálkoztak betelepítésével, de csak a George Grey által a Kawau-szigetre betelepített példányok tudtak túlélni. Utódaik ma is itt találhatók. Matakana közelében Új-Zéland egyik nagyobb szigetén is látták őket. Nyugat-Ausztráliában 1898-ban engedtek szabadon néhány példányt, így Délnyugat-Ausztráliában is megtalálható.

## Megjelenése
A madár a jégmadarak között a legnagyobb, a testhossza 45 centiméter, testtömege legfeljebb 500 gramm. A többi jégmadárfajhoz hasonlóan a kacagójancsi feje viszonylag nagy, a nyaka pedig meglehetősen rövid. Fejének nagy része fehér, vagy krémszínű, kivéve sötétbarna szemcsíkjait és fejtetőjét. Törzse fehér, vagy krémszínű. Szárnyain világoskék, csillogó rajzolatok találhatók, míg a faroktollak hátoldala barna alapon feketén csíkozott. A hasoldala piszkosfehér, halványbarna hullámrajzolattal. Halántéktollai barnák. Csőre nagy méretű, hosszú, enyhén lapított és szablyaszerű, a vége hegyes. Felső kávája fekete, alsó kávája fehér-barna. Farka rozsdabarna sötétbarna csíkokkal és fehér tollhegyekkel. Szeme barna. A nemek hasonlók, bár a tojó átlagban nagyobb, és kevesebb rajta a világoskék rajzolat, mint a hímen.
|  |

## Hangja
A kacagójancsi hangja

Probléma esetén lásd:Médiafájlok kezelése.
A kacagójancsi név a madár nevető hangjára utal, amivel a család kijelöli territóriumát. Napközben bármikor hallható, de leggyakrabban napkeltekor vagy napnyugta körül hangzik fel.
A hangadást az egyik családtag kezdi egy csukló hanggal, majd fejét hátrahajtva rekedt nevetésben tör ki. A többi családtag csatlakozik. Ha egy másik család hallótávolságon belül van, és válaszol, akkor az egész család rákezd, megtöltve a bozótost a jellegzetes „ku-ku-ku-ku-ku-ka-ka-ka” hanggal. Emellett még öt különböző hangot használ.

## Életmódja
Fás vagy bozótos területeken telepszenek meg laza családokban. Kacagó hangjuk a területük kijelölését szolgálja, mint a legtöbb más madár éneke. Az utódok közül mindig akad, aki a szülőkkel marad.
A kacagójancsik egész évben védik területüket. Általában 3 vagy valamivel több egyed él együtt, a csoport egy párból és segítőikből áll. Ezek a segítők többnyire hímek, kiveszik részüket a költési feladatokból és a territórium védelméből egyaránt. Alapvetően békés madarak, a dominancia harcokat rendszerint inkább szimbolikus küzdelmek kísérik. Ennek egyik formája egy különleges birkózás, amely során megragadják egymás csőrét, majd megpróbálják azt forgatni és csavarni, így mutatva erejüket. A vesztes előbb-utóbb leesik az ágról, és arrébb röpül. Mindig a szaporodó pár a legmagasabb rangú, és a rangsor már korán, a fiatalok között kialakul.
Tápláléka rovarokból és más gerinctelenekből, kisemlősökből (rágcsálók), hüllőkből (köztük kígyók is), halakból, madarakból és azoknak fiókáikból áll. Kényelmesen elhelyezkedik egy ágon, és várja, amíg a kiszemelt zsákmány a közelbe ér. Zsákmányát oldalra fordított fejjel szemeli ki. Előnyben részesíti a kisebb állatokat, de néha nagyobbakat is fog, köztük mérgeskígyókat is. A kisebb állatokat, például rovarokat csőrével nyomja szét. A nagyobb állatokat keresztben fogja a csőrébe, és faágakhoz, vagy kőhöz ütögetve végez velük. A kígyókat többször is leejti, amíg azok el nem pusztulnak. A kisebb zsákmányt egyben nyeli le, a nagyobbakat feldarabolja. Ausztráliában azért kedvelik, mert egereket, patkányokat és mérgeskígyókat fog.

## Szaporodása

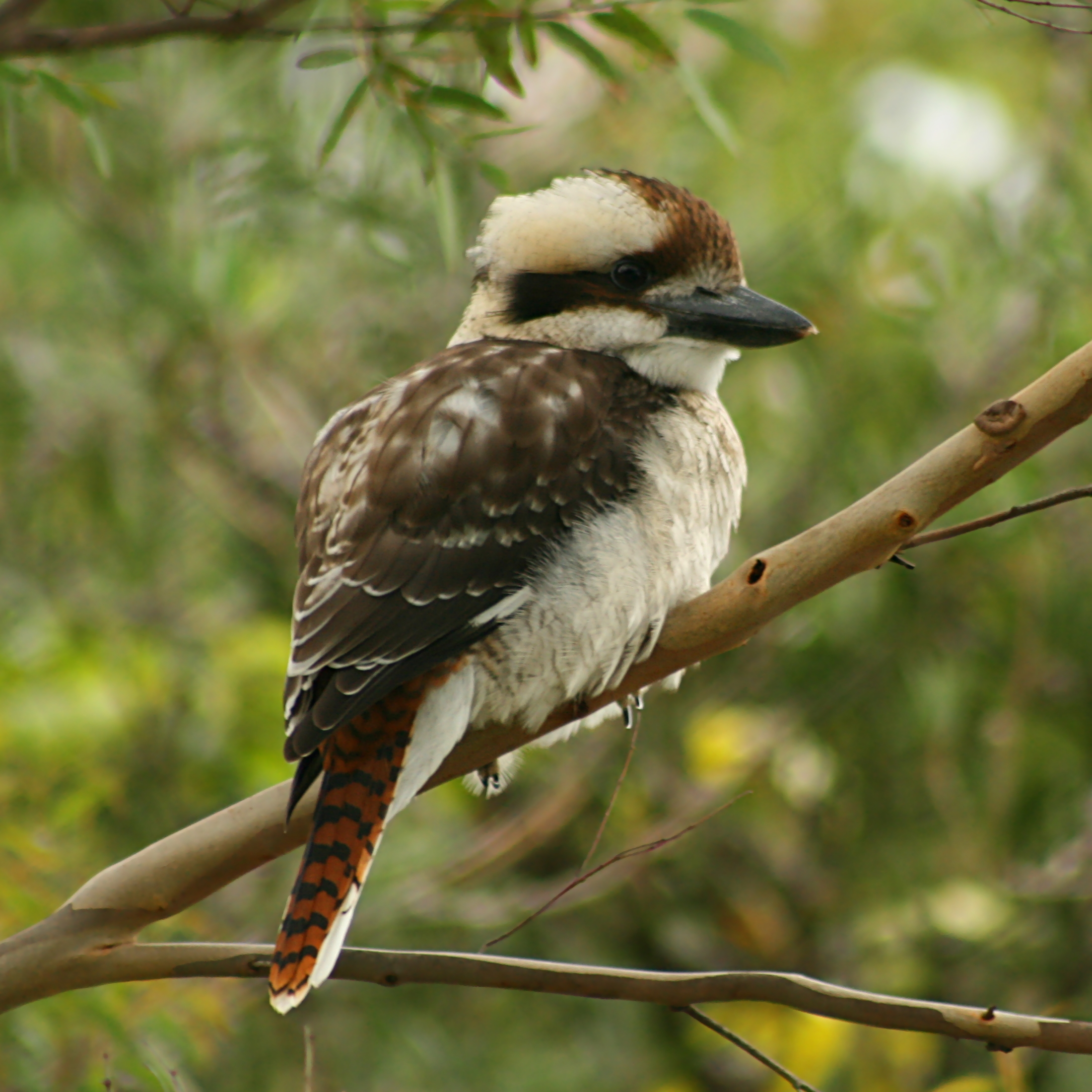
Fiatal kacagójancsi Sydney-ben. A fiatalok csőre rövidebb, és alsó kávája is sötét. Szárnyukon fehér foltot viselnek

Udvarláskor a tojó kolduló pózt vesz fel, és hangjával a fiatal madarakat utánozza. Erre a hím felajánlja legújabb zsákmányát egy "oo oo oo" hang kíséretében. Más megfigyelők szerint azonban a tojó eteti a hímet. Október–novemberben párosodik, és ha a fészekalj elpusztult, akkor a pótköltéssel egészen a nyárig elhúzódik a fiókák felnevelése. A párválasztás életre szól.
Többnyire 10 méter magasra rakja a fészkét a fák odvába. Fészkelőhely tekintetében nem válogatós, a fák odva helyett termeszvárban is fészkel. A fészket a hím építi. A tojó 2 napos időközben  2-4 fehér tojást rak le, amit a családtagok 24-26 napig költenek. A fiókáknak nagy a táplálékigénye. A kifejlett madarak a ragadozókkal szemben erős csőrükkel többnyire sikeresen védelmezik a fiókákat. Ha kevés a táplálék, akkor a harmadik tojás és a belőle kibúvó fióka is kisebb lesz, mint a többiek. Nagyobb testvérei akár meg is ölhetik, hogyha továbbra is kevés a táplálék. Ehhez a csőrkampójukat használják fegyverként, amely kirepülésig eltűnik. Ha elég táplálék van, akkor a szülők több időt töltenek a fészken, és a fiókákat megakadályozzák a verekedésben.
A madarak egyéves korukban érik el az ivarérettséget. A fiatal madarak körülbelül 30 napos korukban repülnek ki, de a szülőkkel maradnak még egy évig, és segítenek felnevelni a következő fészekaljat. Egyes utódok akár négy évig is szüleiket segítik, mielőtt saját családot alapítanak.

## Rokon fajai
A bóbitás halción (Dacelo leachii) a legközelebbi rokona a kacagójancsinak.

## Természetvédelmi helyzete
Az elterjedési területe rendkívül nagy, egyedszáma pedig stabil. A Természetvédelmi Világszövetség Vörös listáján nem fenyegetett fajként szerepel.

## Állatkertekben
Magyarországon a Budapesti Állatkertben, a Nyíregyházi Állatparkban, a Miskolci Állatkertben, a Nagyerdei Kultúrparkban és a Jászberényi Állatkertben tartanak kacagójancsikat.

## Képek

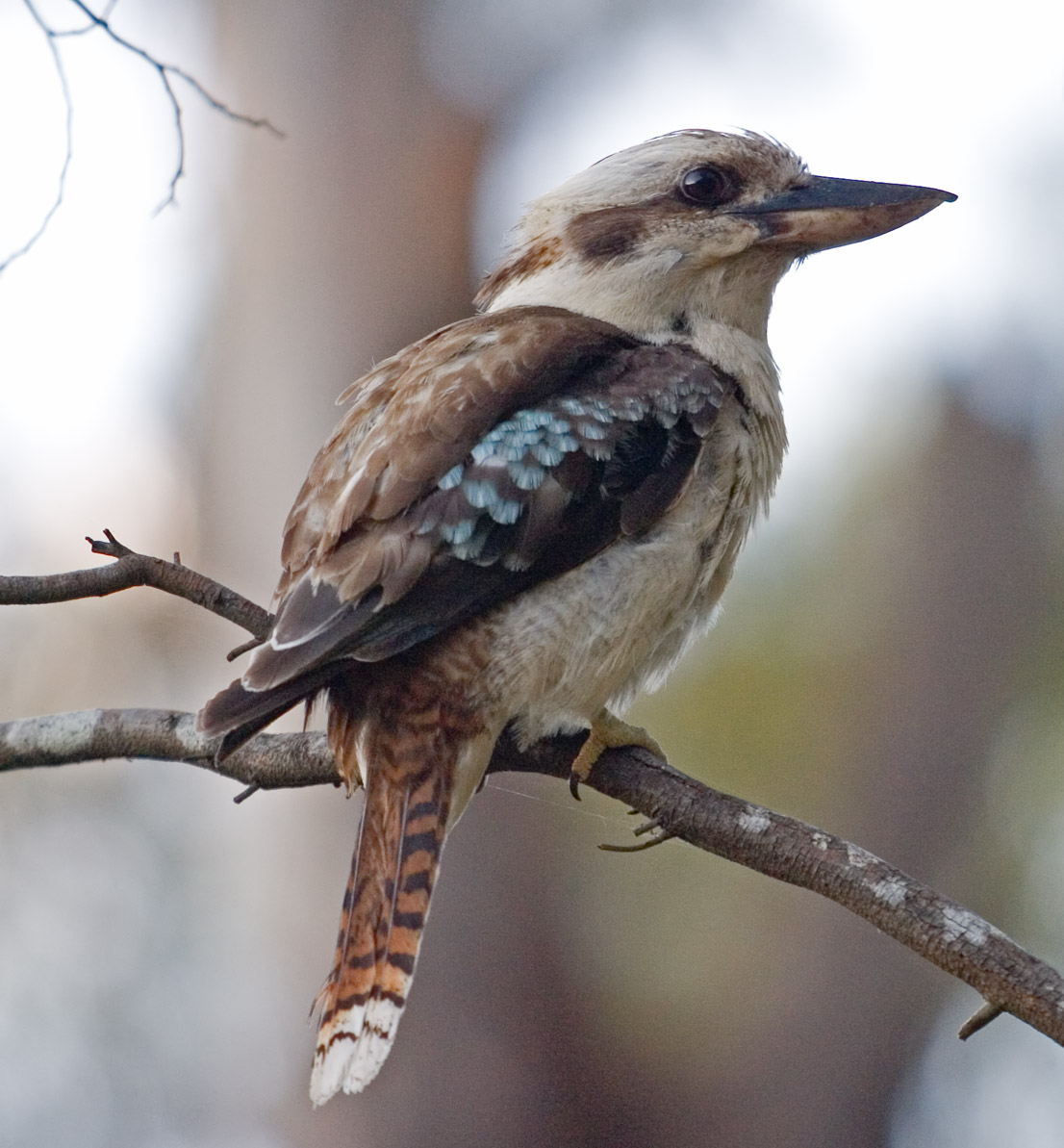
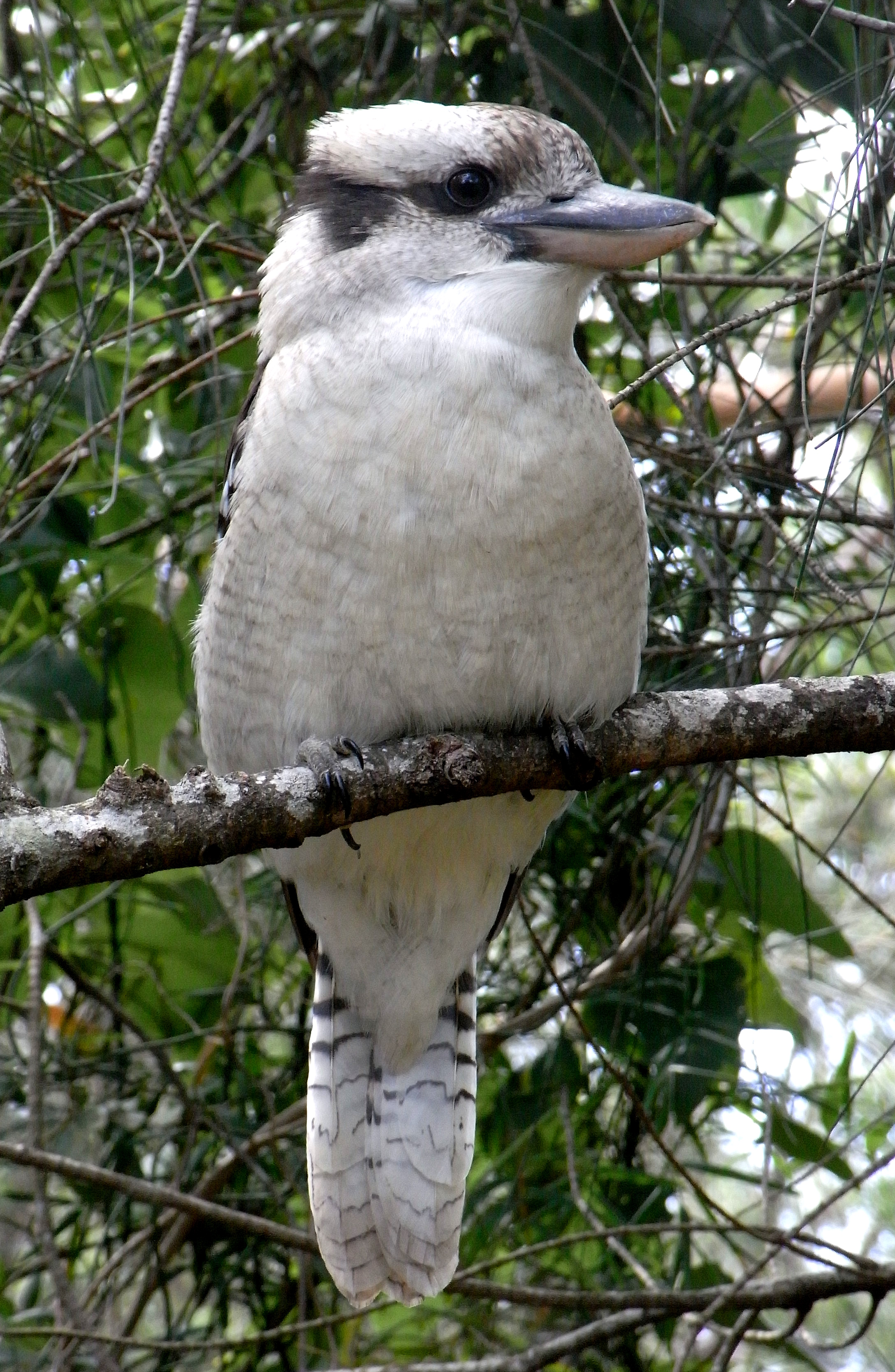
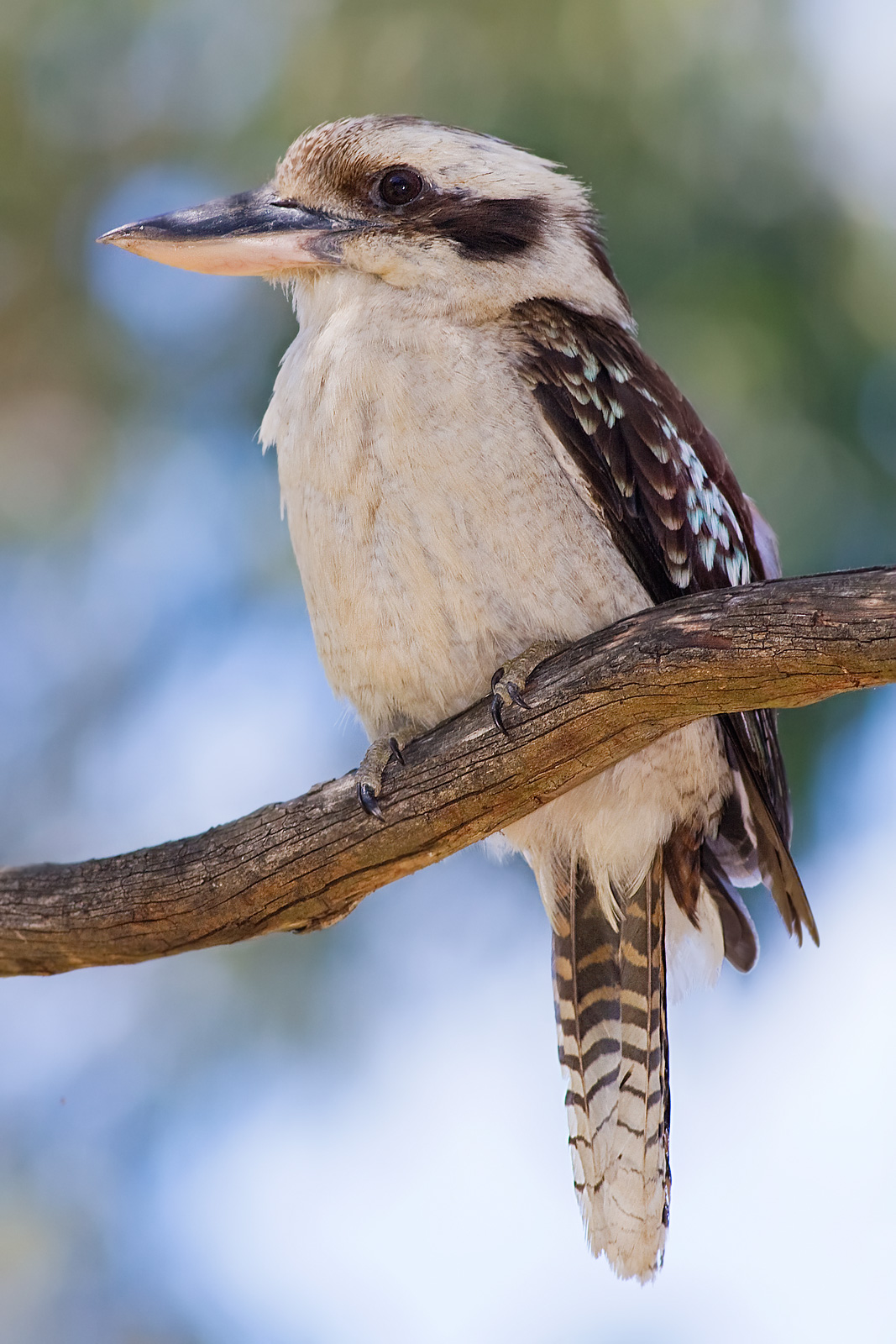
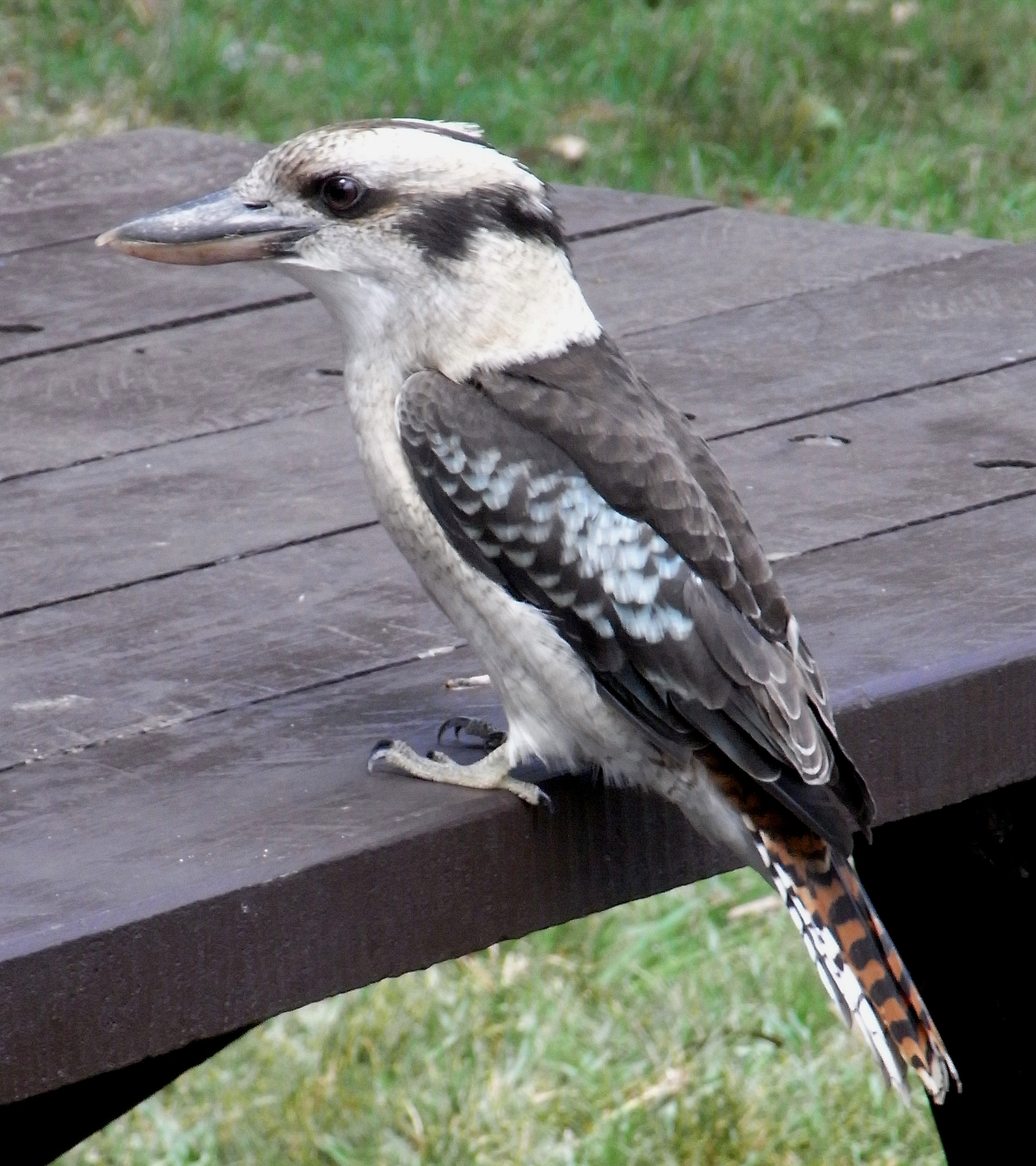

## Kapcsolata az emberrel
A kacagójancsi gyakori látvány a külvárosi kertekben és a városi parkokban. Annyira hozzá vannak szokva az emberhez, hogy a tenyeréből esznek. Nyers hússal etetik őket. Gyakran minden figyelmeztetés nélkül ellopják a kézben tartott ételt.
Az őslakosok mitológiájában a kacagójancsi Baiame istentől azt a feladatot kapta, hogy ébressze fel az embereket, hogy azok ne mulasszák el a napkeltét. Egy másik hagyomány szerint aki megsérti a kacagójancsit, az büntetésre számíthat, például a gyerekeknek ferde lesz a foguk.
Ausztrália 1990 óta évente új érmet ad ki a kacagójancsival kapcsolatban. Az érmek mérete változó, és minden évben új motívum kerül rájuk. A bimetall verziót kínai csillagjegyek díszítik.
A 2000-es olimpiai játékokon az Olly nevű kabalafigura kacagójancsi volt. Társai Syd, a kacsacsőrű emlős és Millie, a hangyászsün.
Egy népszerű ausztrál gyermekdal a kacagójancsiról szól.
A Perry Mason sorozat egyik részében döntő szerep jut annak, hogy hirtelen megvilágítás hatására a madár kacagni kezd. Ez segít eldönteni az ügyet.
A The Three Investigators könyvsorozat német nyelvű kiadásában a Die drei ??? und der lachende Schatten címet viselő kötetében a kacagójancsi segít leleplezni egy ausztrál bűnözőt.

## Fordítás
- Ez a szócikk részben vagy egészben  a   Laughing kookaburra című angol Wikipédia-szócikk fordításán alapul.  Az eredeti cikk szerkesztőit annak laptörténete sorolja fel. Ez a jelzés csupán a megfogalmazás eredetét és a szerzői jogokat jelzi, nem szolgál a cikkben szereplő információk forrásmegjelöléseként.
- Ez a szócikk részben vagy egészben  a   Jägerliest (Art) című német Wikipédia-szócikk fordításán alapul.  Az eredeti cikk szerkesztőit annak laptörténete sorolja fel. Ez a jelzés csupán a megfogalmazás eredetét és a szerzői jogokat jelzi, nem szolgál a cikkben szereplő információk forrásmegjelöléseként.